# Горновой
Горново́й — ведущая профессия в чёрной и цветной металлургии. Успех работы горновых во многом определяет производительность доменной печи. Так, своевременные подготовка и осуществление выпуска чугуна и шлака способствуют увеличению количества чугуна за выпуск, а надлежащее состояние оборудования горна и быстрое устранение неполадок в его работе — сокращению простоев печи.
Работают на доменных печах. Имеют горячий стаж. Существуют также горновые ферросплавных печей.

## См также
- Горновой (картина)